# ایرما وارطانیان
ایرما آرمناکی وارطانیان (ارمنی: Իրմա Արմենակի Վարդանյան؛ انگلیسی: Irma Vardanyan؛ زادهٔ ۲۴ نوامبر ۱۹۳۹) یک شیمی‌دان و استاد اهل ارمنستان است.

## زندگی‌نامه
در ۲۴ نوامبر ۱۹۳۹ در ایروان به دنیا آمد و از دانشگاه دولتی ایروان (۱۹۶۱) فارغ‌التحصیل شد. وی عضو فرهنگستان ملی علوم ارمنستان بود. 

## یادداشت
1. ↑  քիմիական գիտությունների դոկտոր